# 维卢克塞
维卢克塞（法語：Villouxel）是法国洛林大区孚日省的一个市镇，属于纳夫沙托区纳夫沙托县。该市镇2009年时的人口为82人。

## 人口
维卢克塞人口变化图示
| 数据来源：INSEE |